# Fernando Gago
Fernando Rubén Gago (født 10. april 1986 i Ciudadela) er en argentinsk fodboldtræner og tidligere midtbanespiller, som siden oktober 2024 har været cheftræner for Boca Juniors.
Han har tidligere spillet for Boca Juniors i sit hjemland og Real Madrid.

## Titler

### Titler som fodboldspiller
Primera División de Argentina
- 2005 (Apertura) med Boca Juniors
- 2006 (Clausura) med Boca Juniors
- 2013 med Vélez Sársfield
- 2015 med Boca Juniors
- 2017 med Boca Juniors
- 2018 med Boca Juniors

Copa Sudamericana
- 2005 med Boca Juniors

U/20-VM i fodbold
- 2005 med Argentinas fodboldlandshold

Recopa Sudamericana
- 2005 med Boca Juniors
- 2006 med Boca Juniors

La Liga
- 2006-07 med Real Madrid
- 2007-08 med Real Madrid

Supercopa de España
- 2008 med Real Madrid

Fodbold under sommer-OL
- 2008 med Argentinas fodboldlandshold

Copa del Rey
- 2011 med Real Madrid

### Titler som fodboldtræner
Supercopa Internacional Argentina
- 2022  med Racing

Trofeo de Campeones Argentina
- 2022  med Racing